# منطقه تجارت آزاد آسه‌آن
موافقت‌نامه منطقه تجارت آزاد «آ-سه-آن» (افتا) (ASEAN Free Trade Area)، بین دولت‌های عضو آ سه آن در ۲۸ ژانویه ۱۹۹۲ در سنگاپور در زمینه کاهش تعرفه‌های تجاری و گمرکی به امضای مقامات کشورهای عضو رسید.
در هنگام امضای این موافقت‌نامه، «آ سه آن» شامل ۶ عضو (مالزی، اندونزی، سنگاپور، تایلند، فیلیپین و برونئی دار السلام) بوده‌ است و ۴ عضو دیگر که در سال‌های بعد به آن پیوسته‌اند (ویتنام، میانمار، لائوس و کامبوج) همه تعهدات معاهده افتا را به‌طور کامل قبول نکرده و فقط بخشی از آن را پذیرفته‌اند.
اهداف اولیه افتا بدین شرح است:
1. افزایش مزیت رقابتی آ-سه-آن به عنوان یک پایگاه تولید در بازار جهانی از طریق حذف، تعرفه و موانع غیر تعرفه‌ای
2. جذب سرمایه‌گذاری مستقیم خارجی حداکثری به کشورهای منطقه آ-سه-آن.افغانیستان

## تاریخچه و اهداف
اتحادیه جنوب شرق آسیا موسوم به «آ سه آن» در سال ۱۹۶۷ در شرایط متأثر از فضای نظامی ـ سیاسی جنگ جهانی دوم و تحت تأثیر رقابت‌های بین‌المللی با عضویت ۵ کشور اندونزی، مالزی، فیلیپین، سنگاپور و تایلند آغاز به کار کرد و با پیوستن برونئی، کامبوج، لائوس، میانمار (برمه) و ویتنام در پایان قرن بیستم، این اتحادیه، رویکرد سیاست‌های امنیتی خود را به سیاست‌های اقتصادی تغییر داد. بحران اقتصادی قرن بیست و یکم که از حدود دو سال قبل بسیاری از کشورهای پیشرفته و در حال توسعه را فراگرفت، کشورهای جنوب شرقی آسیا عضو «آ سه آن»را بر آن داشت تا به توسعه بیش از پیش همکاری‌ها با یک نگرش فرامنطقه‌ای بیاندیشند.
از این رو، «آ سه آن» با برگزاری اجلاس‌ مختلف توافق‌نامه‌های گوناگونی را با کشورهای جهان امضا نمود. کشورهای عضو «آ سه آن» و چین تصمیم گرفتند بزرگ‌ترین منطقه آزاد تجاری در جهان را ایجاد کنند تا پایه‌های یک قدرت بزرگ اقتصادی در منطقه شکل گیرد. از سوی دیگر اعضای آسه آن قرارداد تجارت آزاد با کشورهای استرالیا و نیوزلند را به امضا رساندند و از آن به عنوان گام مهمی در مقابله با بحران اقتصادی نام بردند. همچنین با کشورهای ژاپن و کره جنوبی قراردادهای مشابهی امضا کردند و درصدد هستند یک بازار منطقه‌ای شبیه به اتحادیه اروپا تا سال ۲۰۱۵ راه‌اندازی کنند. علاوه بر این، «آ سه آن» درباره تجارت آزاد با هند به توافق رسید و قرار بر آن شد که از سال ۲۰۱۳ تا ۲۰۱۶ تعرفه‌های گمرکی خود را تا ۸۰ درصد کاهش دهند.
از نگاه «آ سه آن»، امضای این توافق‌نامه‌های تجارت آزاد و جابه جایی آزاد سرمایه و نیروی کار از جمله اقداماتی است که می‌تواند کشورهای منطقه را برای جلوگیری از زیان‌های بیشتر اقتصادی و کاهش اثرات بحران‌های اقتصادی جهانی یاری رساند.
اما «آ سه آن» اکنون در پی آن است که با الحاق شبکه قراردادها و توافقنامه‌های کوچک‌تر، یک منطقه تجاری بزرگتر ایجاد کند که گستره آن از چین تا استرالیا را دربرگیرد و تمامی موانع تعرفه ای و غیرتعرفه‌ای را از بین ببرد.
در این راستا، رهبران ۱۰ کشور عضو «آ سه آن» چندی پیش در ۲۰۰ کیلومتری جنوب بانکوک با همتاهای خود از چین، ژاپن، کره جنوبی، هند، استرالیا و نیوزلند ملاقات کردند تا با یکدیگر در مورد راه اندازی یک منطقه آزاد تجاری بزرگ که نیمی از جمعیت دنیا و یک سوم تجارت جهانی را دربرگیرد، گفتگو کنند. در این اجلاس دو طرح پیشنهاد شده بود؛ یک طرح ۱۰ کشور عضو «آ سه آن» (کشورهای آسیای جنوب شرقی) به علاوه چین، ژاپن و کره جنوبی را دربرمی‌گرفت و طرح دوم هند، استرالیا و نیوزلند را نیز شامل می‌شد. قرار است هر دو طرح مورد بررسی قرار گیرند ولی به نظر می‌رسد در نهایت طرح دوم که جامع‌تر است، انتخاب شود.
اکنون مرحله دوم از مطالعات امکان‌سنجی راه‌اندازی این منطقه آزاد تجاری تمام آسیایی گسترده حاصل از به هم پیوستن شبکه‌ای از مناطق آزاد موجود در حال تکمیل است.
یکی از محورهای اصلی این مطالعه کنار گذاشتن اصل حمایت از محصولات داخلی و روی آوری به یک تجارت آزاد است. رهبران این کشورها موافقت نموده‌اند تا بازارهای کشورهای خود را به روی محصولات یکدیگر در یک منطقه آزاد تجاری تمام آسیایی بگشایند و متعهد شده‌اند سیاست‌های مشوق‌های مالیاتی و حمایت از صنایع را به حداقل برسانند.
اگر این اتحاد و ایجاد منطقه آزاد تجاری انجام پذیرد و اگر اتحادیه «آ سه آن» بتواند در مسیر حرکت خود تعداد بیشتری از کشورهای این قاره را گرد هم آورد، سومین بلوک تجاری جهان شکل می‌گیرد که می‌تواند به خوبی با اتحادیه اروپا برابری کند و با الگوهای تجاری این اتحادیه به رقابت بپردازد.
اما تردیدی نیست که تحقق این اتحاد نیازمند مشارکت تمامی کشورهای قاره آسیا به ویژه کشورهای غرب آسیا است که دارای ذخایر عظیم نفت و گاز لازم برای رشد و پیشرفت اقتصادی مورد نیاز می‌باشند زیرا با کمبود انرژی مواجه کشورهای عضو «آ سه آن» عمدتاً بوده و به خصوص واردکننده نفت و گاز هستند. پس لازم است به حجم عظیم ذخایر نفت و گاز کشورهای خاورمیانه به ویژه ایران هم توجه کنند و زمینه حضور تعداد بیشتری از کشورهای قاره به ویژه کشورهای خاورمیانه را فراهم سازند.